# Hunter's Moon
Hunter's Moon es el segundo EP de la banda neerlandesa de metal sinfónico Delain. Fue publicado el 22 de febrero de 2019. Este es el primer álbum con Joey de Boer en la batería y el último con Merel Bechtold en la guitarra. Este EP contiene una versión de la canción Scandal de la banda británica Queen.

## Lista de canciones
| N.º   | Título                                       | Duración |  |
| 1.    | «Masters of Destiny»                         | 4:54     |  |
| 2.    | «Hunter's Moon»                              | 4:30     |  |
| 3.    | «This Silence Is Mine»                       | 2:37     |  |
| 4.    | «Art Kills»                                  | 4:00     |  |
| 5.    | «Hands of Gold» (en vivo 2017)               | 5:24     |  |
| 6.    | «Danse Macabre» (en vivo 2017)               | 5:28     |  |
| 7.    | «Scarlet» (en vivo 2017)                     | 4:45     |  |
| 8.    | «Your Body Is A Battleground» (en vivo 2017) | 4:11     |  |
| 9.    | «Nothing Left» (en vivo 2017)                | 5:01     |  |
| 10.   | «Control The Storm» (en vivo 2017)           | 4:24     |  |
| 11.   | «Sing To Me» (en vivo 2017)                  | 5:14     |  |
| 12.   | «Not Enough» (en vivo 2017)                  | 5:35     |  |
| 13.   | «Scandal (cover de Queen)» (en vivo 2017)    | 4:10     |  |
| 14.   | «The Gathering» (en vivo 2017)               | 4:37     |  |
| 64:50 |                                              |          |  |

## Personal
Delain
- Charlotte Wessels - Voz
- Timo Somers - Guitarra, voz, guturales
- Merel Bechtold - Guitarra
- Otto Schimmelpenninck van der Oije - Bajo
- Martijn Westerholt - Teclados
- Joey de Boer - Batería (en pistas 1-4)
- Ruben Israel - Batería (en pistas 5-14)

Artistas invitados
- Twan Driessen - Voz gutural en pista 4
- George Oosthoek - Voz gutural en pista 5
- Marco Hietala - Voces masculinas en pistas 8, 9, 10, 11, 13 y 14
- Elianne Anemaat - Chelo en pista 7

Técnicos
- Martijn Westerholt - producción en pistas 1-2 y 5-14
- Timo Somers - producción en pista 3
- Merel Bechtold - producción en pista 4
- Jacob Hansen - mezclas en pistas 1 y 2
- Bas Trumpie - mezclas en pistas 3-14
- Imre Beerends - mezclas en pistas 3-14
- Mika Jussila - arreglos en pistas 3-14
- Mikko Mustonen - orquestas
- Cam Rackam - artista de la portada
- Marnix de Klerk - diseño gráfico
- Sandra Ludewig - fotografía
- Charlotte Wessels - dirección de arte